# 614 v.Chr.
Het jaar 614 v.Chr. is een jaartal volgens de christelijke jaartelling.

## Gebeurtenissen

### Assyrië
- Cyaxares II, koning van de Meden, de Scythen en de Perzen valt tevergeefs Ninive aan.
- Cyaxares II voert onderhandelingen met Nabopolassar over een alliantie tegen Assyrië.